# 高塞
高塞（转写：Gose；1637年—1670年），号霓庵、敬一主人。清太宗皇太极第六子。工诗画。

## 生平
高塞生于崇德二年（1637年）二月十六日，生母是庶妃那拉氏。崇德年间的制度，规定庶出的皇子受封鎮國將軍。故而高塞初封辅国公，并没有入八分公的身份:36—37。
康熙八年（1669年），高塞晋封镇国公。康熙九年（1670年）七月廿二日，高塞病死，享年三十四岁。谥号慤厚。
高塞自号敬一主人，有《恭寿堂诗》一卷、文集《恭寿堂集》。作品有《游千山祖越寺登莲花峰》等。

## 评价
- 王士禛《池北偶谈》：“性淡泊，如枯禅老衲，好读书，善弹琴，工诗画，精曲理，乐与文士游处。常见其仿云林小幅，笔墨淡远，摆脱畦迳，虽士大夫无以逾也。”

## 诗作
- 《丙午中秋》

碧天如水夜初凉，三五蟾光满帝乡。
何处笙歌侵晓漏，几家碪杵急秋霜。
仙台深闭金茎露，月殿高悬桂子香。
独报幽怀浑不寐，西风雁唳到虚堂。
- 《戊申春日行次薊門登獨樂寺閣》

春雨濕歸鞅，行色藉以沐。落日投薊門，遂寄禪宮宿。誰為初地功，高樓倚空築。梯雲歷層楹，聊縱千里目。回飆遞曉鐘，薄霧籠寒竹。芳草麗郊原，新林變川陸。豈意路道人，複此慰幽獨。臨風思近睽，倚檻恣遙矚。渤海杳漭沆，盤山互紆曲。安期駐秦鑾，廣成降帝屋。聖哲既已往，陳跡遺岩谷。空同與滄溟，煙波恆斷續。
- 《宿香嚴寺絕頂》

雨霽空山夕，尋幽入杳冥。雲封千澗白，露濯萬峰青。飛鳥依簷宿，流泉伏枕聽。朦朧空翠裏，孤月自亭亭。

## 家庭

### 妻妾
- 嫡妻颜扎氏，高塞舅舅安达里孙女，子爵赉图库之女。

### 子嗣

#### 儿子
- 已革不入八分輔國公靖恒，乾隆五年六月初五日巳時卒，年八十歲。嫡妻博爾濟吉特氏，塞本之女；繼妻伊爾根覺羅氏，內大臣蘇拜之女。

- 次子朝丹，康熙元年四月二十六日申時生，康熙八年五月二十五日丑時卒，年僅七歲。

- 三子已革不入八分輔國公雲升，康熙三年二月初一日寅時生。雍正三年正月初十日寅時卒，年六十歲。嫡妻瓜爾佳氏，四品官多倫之女；繼妻鈕祜祿氏，遏必隆之女，胞兄一等公法喀。其子宗室釋迦保，孙宗室謙福，曾孙女爱新觉罗氏继配嫁内务府正白旗汉军李海慶（父乾隆二年（1737年）丁巳恩科进士李質穎）。

- 四子元智，康熙六年四月初七日辰時生。康熙十年正月二十七日卒，年三歲。

- 五子已革不入八分輔國公成孚，康熙八年三月十九日丑時生。雍正元年臘月十七日申時卒，年五十四歲。嫡妻哲爾德氏，侍郎祁通額之女。

## 延伸阅读
[在维基数据编辑]
 《清史稿/卷219》，出自趙爾巽《清史稿》

### 引用
- 《清皇室四谱》
- 《清史稿》列傳：鎮國愨厚公高塞，太宗第六子。初封輔國公。康熙八年，進鎮國公。高塞居盛京，讀書醫無閭山，嗜文學，彈琴賦詩，自號敬一主人。九年，卒。子孫遞降，至曾孫忠福，襲輔國將軍，坐事奪爵。